# Поляна (Курганская область)
Поляна — деревня в Альменевском районе Курганской области. Входит в состав Шариповского сельсовета.

## История
Основана в 1925 г. По данным на 1926 год посёлок Первомайский состоял из 35 хозяйств. В административном отношении входил в состав Бухаровского сельсовета Катайского района Челябинского округа Уральской области. В 1932 году в поселке размещается центральная усадьба и 2-я ферма вновь созданного Яланского мясомолочного совхоза.

## Население
| 1989 | 2002 | 2010 |
| ---- | ---- | ---- |
| 369  | ↘266 | ↘185 |

По данным переписи 1926 года в поселке проживало 167 человек (84 мужчины и 83 женщины), в том числе: русские составляли 100 % населения.